# Godfried III van Perche
Godfried III van Perche (overleden te Soissons in 1202) was van 1191 tot aan zijn dood graaf van Perche. 

## Levensloop
Godfried III was de oudste zoon van graaf Rotrud IV van Perche en Mathilde, dochter van graaf Theobald II van Champagne.
Hij begeleidde zijn vader bij de Derde Kruistocht en nam deel aan het Beleg van Akko. Nadat zijn vader in 1191 tijdens deze kruistocht was overleden, volgde Godfried hem op als graaf van Perche. Terug in Frankrijk, verkocht hij verschillende landerijen aan naburige abdijen om de financiën op te brengen, aangezien de financiële middelen van het graafschap uitgeput waren door de deelname aan de Derde Kruistocht. 
Onder de banier van koning Filips II van Frankrijk vocht Godfried III tegen de Engelse koning Richard Leeuwenhart. Godfried kon hiervan gebruik maken om Bonsmoulins te heroveren, dat zijn vader aan koning Hendrik II van Engeland verloren had. Toen Richard een leger opzette om Normandië te veroveren, kon Godfried als Franse legercommandant de Engelsen helpen verslaan.
In 1202 wilde Godfried deelnemen aan de Vierde Kruistocht. Hij overleed dat jaar echter in Soissons, nog voor hij kon vertrekken.

## Huwelijken en nakomelingen
Eerst was Godfried gehuwd met ene Mathilde, wier afkomst onbekend gebleven is. Zijn tweede echtgenote was Mathilde, dochter van hertog Hendrik de Leeuw van Saksen, met wie hij in 1189 in het huwelijk trad. Ter gelegenheid van het huwelijk kreeg Godfried van de Engelse koning Richard Leeuwenhart, een oom van de bruid, landerijen in Suffolk, Essex en Kent. Godfried en zijn tweede echtgenote Mathilde van Saksen kregen volgende kinderen:
- Thomas (1195-1217), graaf van Perche
- Godfried